# Oenospila rufinotata
Oenospila rufinotata är en fjärilsart som beskrevs av W. Warren 1912. Oenospila rufinotata ingår i släktet Oenospila och familjen mätare. Inga underarter finns listade i Catalogue of Life.